# Силурска хипотеза
Силурска хипотеза је мисаони експеримент који процењује способност модерне науке да открије доказе о претходној напредној цивилизацији, која је постојала можда пре неколико милиона година. Највероватнији трагови за постојање такве цивилизације могу бити угљеник, радиоактивни елементи или варијације температуре. Назив Силуриан потиче од истоимене хуманоидне расе из Би-Би-Сијеве научнофантастичне серије Доктор Ху, која је у серији успоставила напредну цивилизацију пре човечанства, а не из истоименог геолошког периода.
Астрофизичари Адам Франк и Гавин Шмит предложили су силуријску хипотезу у раду из 2018. године, истражујући могућност откривања напредне цивилизације пре људи у геолошком запису. Они су тврдили да је било довољно фосилног угљеника да подстакне индустријску цивилизацију још од периода карбона (пре око 350 милиона година). Међутим, проналажење директних доказа, као што су технолошки артефакти, је мало вероватно због реткости фосилизације и изложености површине Земље. Уместо тога, истраживачи би могли да пронађу индиректне доказе, као што су климатске промене, аномалије у седименту или трагови нуклеарног отпада. Хипотеза такође спекулише да би се артефакти из прошлих цивилизација могли наћи на Месецу и Марсу, где је мање вероватно да ће ерозија и тектонска активност избрисати доказе. Концепт предљудских цивилизација истражен је у популарној култури, укључујући романе, телевизијске емисије, кратке приче и видео игрице.